# Телле, Ханна
Ханна Ребекка Телле (англ. Hannah Telle, род. 18 сентября 1987, Клируотер-Бич, Флорида) — американская актриса кино и театра, актриса озвучивания и певица.

## Биография
Ханна родилась 18 сентября 1987 года в городе Клируотер Бич, штат Флорида, выросла в Шелби, штат Северная Каролина. Она закончила художественную школу Северной Каролины в Уинстон-Сейлеме в направлении актёрского мастерства и позже поступила в университет Южной Калифорнии, окончив со степенью бакалавра в области неврологии.
Телле получила свою первую роль в фильме «Секс и США» в 2008 году, где она сыграла небольшую роль девочки по имени Элла. Следующим появлением в кино стало появление в фильме Дэвида Цукера «Большой жирный важный фильм» где она сыграла незначительную роль, не отмеченную в титрах. Начиная с 2010 года начала активно сниматься с короткометражных фильмах. В 2012 году появилась в телесериале АйКарли где исполнила роль девушки играющий на арфе, а также в телесериале «Дни нашей жизни», где исполнила роль официантки в двух эпизодах. 
В 2014 Ханна получила свою первую роль в игре как актриса движения и актриса озвучания для Айрис и Роуз Кэмпбелл в игре Murdered Soul Suspect. После выпуска игры, Телле заметила компания Dontnod Entertainment и пригласила на прослушивание роли Макс Колфилд в июле 2014 года, для игры Life is Strange. Актриса сильно нервничала из-за предстоящего прослушивания что оказалась на грани эмоционального срыва, однако после того как её утвердили на роль Макс Колфилд, она была «вне себя от радости». Впоследствии назвав эту роль «удивительным спасательным плотом». За роль Макс, Хелле косвенно получила номинацию на премию DICE за выдающиеся достижения в области персонажа, а также множество похвалы как от игроков, так и от критиков. 
С 2015 года продолжила сниматься по большей части в короткометражных фильмах. В марте 2016 опубликовала свой первый альбом «Hollow Glow». В 2017 году вернулась к роли Макс Колфилд в бонусном эпизоде «Firewall» в приквеле оригинальной Life is Strange, Life Is Strange: Before The Storm. С 2018 года вернулась с полнометражным и короткометражным фильмам. В 2021 году сыграла роль жены клиента в сериале «Игрушка для взрослых» в эпизоде «Давай встретимся». В 2024 году повторила роль Макс Колфилд в компьютерной игре Life Is Strange: Double Exposure.

## Личная жизнь
Телле умеет играет на гитаре, флейте и арфе. В свободное время любит петь и делать музыку.
В одном из интервью заявила, что во многом она похожа на своего персонажа — Макс из компьютерной игры «Life is Strange». «Её основная борьба на протяжении всей игры приходит к соглашению с тем, что она интроверт, или она должна научится говорить за себя, или иметь дело с обстоятельствами ещё большего усилия. […] Я чувствую себя так похожей на Макс, с точки зрения личности и наша борьба не была проблемой. Это была первая роль, которую я играла, и чувствовала себя невероятно естественно на супер-естественном уровне.»

## Фильмография
| Год  |     | Русское название                                     | Оригинальное название                   | Роль                  |
| ---- | --- | ---------------------------------------------------- | --------------------------------------- | --------------------- |
| 2008 | ф   | Секс и США                                           | Sex and the USA                         | Елла                  |
| 2008 | ф   | Большой жирный важный фильм                          | An American Carol                       | Экстра                |
| 2010 | кор | В тот день, когда Эбби зашла на задний двор к Дэвиду | The Day Abby Went Into David's Backyard | Эбби                  |
| 2010 | ф   | Новинки                                              | Novelties                               | Шери                  |
| 2010 | кор | 6 женщин                                             | 6 Women                                 | Сильвия               |
| 2011 | кор | Снова и снова                                        | Over & Out                              | Тейлор Ларкин         |
| 2011 | кор | 30 квадратных миль                                   | 30 Square Miles                         | Кеннеди               |
| 2012 | кор | Леонор Грейл: Художница                              | Leonor Greyl: The Artist                | Визажист              |
| 2012 | с   | АйКарли                                              | iCarly                                  | игрок на арфе         |
| 2012 | с   | Дни нашей жизни                                      | Days of Our Lives                       | официантка            |
| 2012 | кор | Франшиза                                             | Franchise                               | камео                 |
| 2012 | кор | Вставка                                              | Paste                                   | Мэгс                  |
| 2013 | ф   | Светлячки                                            | Fireflies                               | Дженнифер             |
| 2013 | с   | Наладчик                                             | Fixer                                   | Даня                  |
| 2014 | с   | Необычные подозреваемые                              | Unusual Suspects                        | Диана Энтони          |
| 2014 | ф   | На две пинты легче                                   | Two Pints Lighter                       | Люси                  |
| 2014 | ки  |                                                      | Murdered: Soul Suspect                  | Айрис и Роуз Кэмпбелл |
| 2014 | тф  | Фотобомба                                            | Photobomb                               | Лия                   |
| 2015 | кор | Молочные железы в детском возрасте                   | Childhood Mammaries                     | Твити                 |
| 2015 | ки  |                                                      | Life is Strange                         | Макс Колфилд          |
| 2015 | ф   | Возвращаясь домой                                    | Turning Home                            | Эшли                  |
| 2016 | кор | Плоть и кровь                                        | Flesh and Blood                         | Макс                  |
| 2017 | кор | Рэй и Ремора: не сбивай Меня с толку                 | Ray & Remora: Don't Shoot Me Down       | камео                 |
| 2017 | ки  |                                                      | Life Is Strange: Before The Storm       | Макс Колфилд          |
| 2018 | ф   | Я бы убил ради тебя                                  | I'd Kill for You                        | Кейт                  |
| 2019 | ф   | ВАЙес                                                | VHYes                                   | пешеход               |
| 2020 | кор | Готро                                                | Gautreaux                               | Агнес                 |
| 2020 | кор | Шесть спичек                                         | Six Matches                             | Фокс / Fox            |
| 2021 | с   | Игрушка для взрослых                                 | Made for Love                           | жена клиента          |
| 2024 | ки  |                                                      | Life Is Strange: Double Exposure        | Макс Колфилд          |

## Дискография
Альбомы:
- 2016: Hollow Glow
- 2019: Walking Away from the Dream
- 2023: Waking Up to Tomorrow

Синглы:
- 2016: Weightless
- 2018: Waiting
- 2018: Later in Life
- 2020: Like A Flower
- 2020: Colors
- 2020: Illusions
- 2021: Into the Blue
- 2022: Four Leaf Clover
- 2022: Mercy Meadow
- 2023: Lavender Daydream
- 2023: Kiss the Dew
- 2023: Seasons